# Argema
Az Argema a rovarok (Insecta) osztályába, a lepkék (Lepidoptera) rendjébe, ezen belül a pávaszemek (Saturniidae) családjába tartozó nem.
Görögül a szó jelentése "foltos szemek".
Minden fajnak sárga, vagy zöld az alapszíne, jellegzetességük a hosszú farokrészük, mely mindközül az Argema mittreinek a leghosszabb.

## A nembe tartozó fajok
- Argema besanti Rebel, 1895
- Argema bouvieri Ghesquière, 1934
- Argema cometes (Boisduval, 1847)
- Argema cotei Testout., 1944
- Argema diana Maassen & Weymer, 1872
- Argema dubernardi Oberthür, 1897
- Argema elucidata Grünberg, 1910
- Argema fournieri Darge, 1971
- Argema groenendaeli (Roepke, 1954)
- Argema heterogyna (Mell, 1914)
- Argema idea (Felder, 1870)
- Argema ignescens Moore, 1877
- Argema immaculata Bang-Haas, 1934
- Argema isis Sonthonnax, 1899
- Argema kuhnei Pinhey, 1969
- Argema laotiana Testout., 1936
- Argema latona Rothschild, 1901
- Argema leto Doubleday, 1848
- Argema madagascariensis (Bartlett, 1873)
- Argema maenas Doubleday, 1847
- Afrikai holdasszövő (Argema mimosae) (Boisduval, 1847)
- Madagaszkári holdasszövő (Argema mittrei) (Guérin-Meneville, 1846)
- Argema occidentalis Gaede, 1927
- Argema recta Bouvier, 1928
- Argema rhodopneuma Röber, 1925
- Argema rieli Testout., 1942
- Argema rosenbergii Kaup, 1866
- Argema saja van Eecke, 1913
- Argema sinensis Walker, 1855
- Argema virescens Mell, 1950[2][9]